# オーギュスト・フランショーム
オーギュスト＝ジョゼフ・フランコムまたは（誤った発音による）フランショーム（Auguste-Joseph Franchomme, 1808年4月10日 リール - 1884年1月21日 パリ）はフランスのチェリスト・作曲家・音楽教師。

## 略歴
12歳からリール音楽院でルイ・マ(Louis Maes)に学んで1821年に一等賞を取得したのち、ピエール・ボーマンに学んだ。1825年12月にはパリ音楽院で一等賞を取得したが、これはジャン＝アンリ・ルヴァスールのクラスで学び始めてわずか5ヶ月後のことだった。1826年からルヴァスールの後任のルイ＝ピエール・ノルブランに師事した。
さまざまなオーケストラと共演するようになり、1828年にはサント・シャペルのチェリストに就任した。ジャン＝デルファン・アラールや、ハレ管弦楽団の創始者となったチャールズ・ハレらとともにアラール四重奏団を結成。この四重奏団は、団員がみな職業音楽家によって構成されているという点で、当時の室内楽アンサンブルとしては稀有の団体であった。また、パリ音楽院演奏協会の創立にも名を連ねた。
フェリックス・メンデルスゾーンが1831年にパリを訪れると親交を結び、フレデリック・ショパンとも親しくなった。ショパンは、チェロとピアノのための《ジャコモ・マイアベーアの歌劇『悪魔のロベール』の主題による協奏的大二重奏曲》をフランコムと合作し、フランコムはショパンの《華麗なるポロネーズ》作品3のチェロ・パートを手直ししている。ショパンは《チェロ・ソナタ ト短調》作品65をフランコムに献呈した。
1856年にイングランドを訪問したのを除けば、フランコムは滅多にパリから離れず、パリ楽壇の中心人物になった。1843年には、ジャン＝ルイ・デュポールの息子から、総額2万2千フランでストラディヴァリウス「デュポール」を買い取り、また1730年製のストラディヴァリウス「デ・ムンク」も入手している。1846年には、恩師ノルブランの後任として、パリ音楽院チェロ科の主任教授に就任し、ジュール・デルサールやエルネスト・ジレらを輩出した。
フランコムは当時の最も著名なチェリストであり、弓奏法の技術を洗練させるのに寄与した。フランコムの左手は、器用で正確な演奏と、表現力の豊かさで名高かった。（ジャン＝ピエールとジャン＝ルイの）デュポール兄弟によって発展を遂げたフランスのチェロ楽派に、フランコムは、優雅さ、甘美さ、軽やかさという特色をもたらしたのである。
作曲家としては55曲のチェロ作品を遺しており、《12の奇想曲》作品7（独奏チェロ、ただし任意で付加する伴奏の第２チェロあり）や、《12の練習曲》作品35（独奏チェロ、ただし任意で付加する伴奏の第２チェロあり）、《チェロ協奏曲》作品33など、ピアノを伴奏にするもの、室内楽やオーケストラを伴奏にするものと、多種多様な作品が含まれる。
1884年に音楽界への貢献が認められ、レジオン・ドヌール勲章を授与された。